# SEA-ME-WE 4

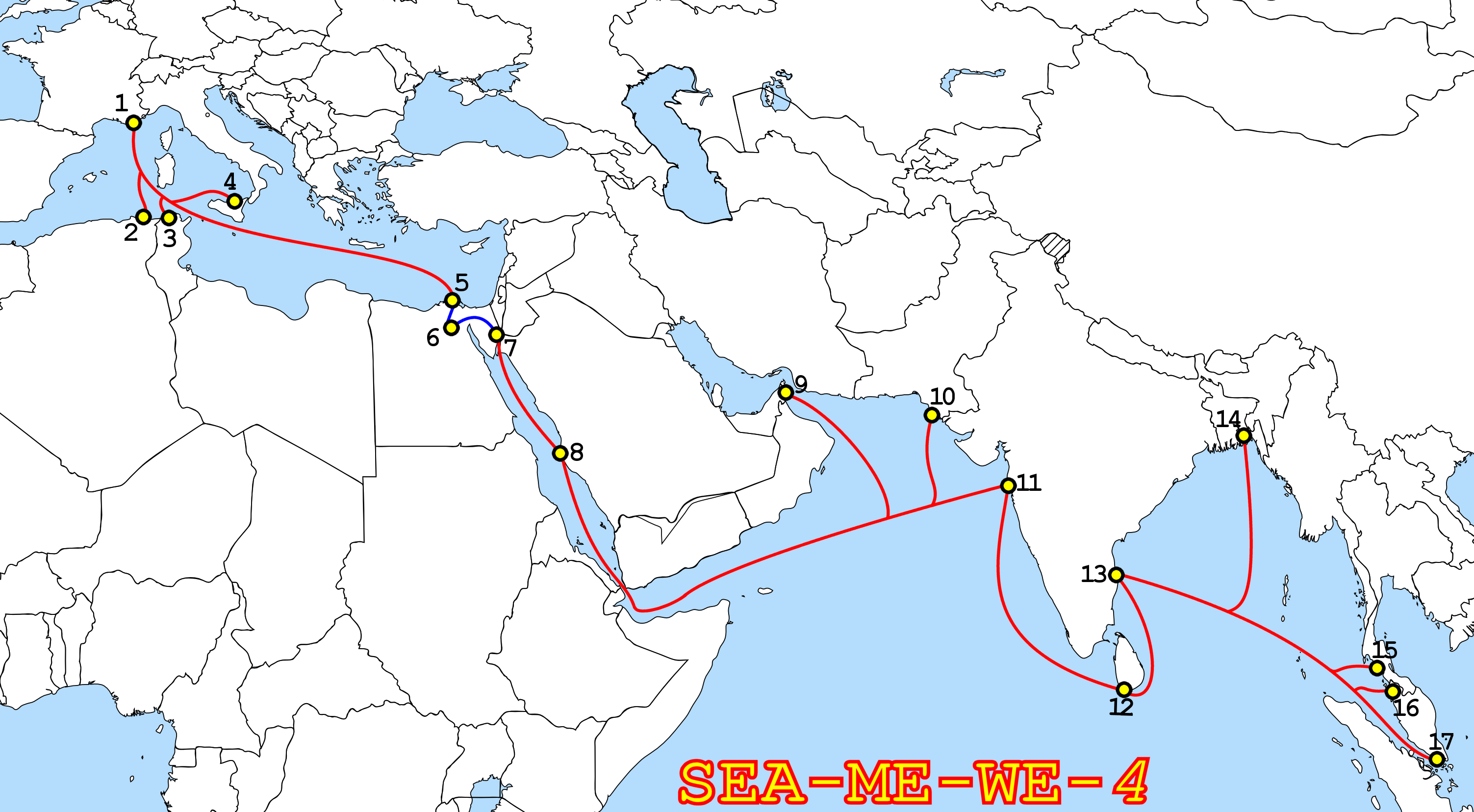
Trasa podmorskiego kabla (czerwona); niebieski segment biegnie po lądzie

SEA-ME-WE 4 (skrót do ang. South-East Asia – Middle East – Western Europe 4) – światłowodowy podmorski kabel telekomunikacyjny o długości ok. 18000 km łączący Europę zachodnią, Bliski wschód i południowo-wschodnią Azję.

## Topogia łącza
Łącze podzielone jest na 4 segmenty z 17 punktami styku z lądem:
1. Marsylia, Francja
2. Annaba, Algieria
3. Bizerta, Tunezja
4. Palermo, Włochy
5. Aleksandria, Egipt
6. Kair, Egipt
7. Suez, Egipt
8. Dżudda, Arabia Saudyjska
9. Fudżajra, Zjednoczone Emiraty Arabskie
10. Karaczi, Pakistan
11. Mumbaj, Indie
12. Kolombo, Sri Lanka
13. Ćennaj, Indie
14. Koks Badźar, Bangladesz
15. Satun, Tajlandia
16. Malakka, Malezja
17. Tuas, Singapur

## Historia
Kabel SEA-ME-WE 4 został stworzony przez konsorcjum 16 przedsiębiorstw telekomunikacyjnych, które podpisały umowę 27 marca 2004. Budowę przeprowadziło Alcatel Submarine Networks (teraz Alcatel-Lucent Submarine Networks). Prace ukończono 13 grudnia 2005